# Görgeteg (Szerbia)
Görgeteg (Гргетег) település Szerbiában, a Vajdaságban, a Szerémségi körzetben, Ürög községben.
A településnek 2002-ben 85 lakosa volt, mindannyian szerbek.

## Demográfiai változások
| 1948 | 1953 | 1961 | 1971 | 1981 | 1991 | 2002 |
| ---- | ---- | ---- | ---- | ---- | ---- | ---- |
| 107  | 115  | 136  | 126  | 78   | 73   | 85   |